# Godslamp

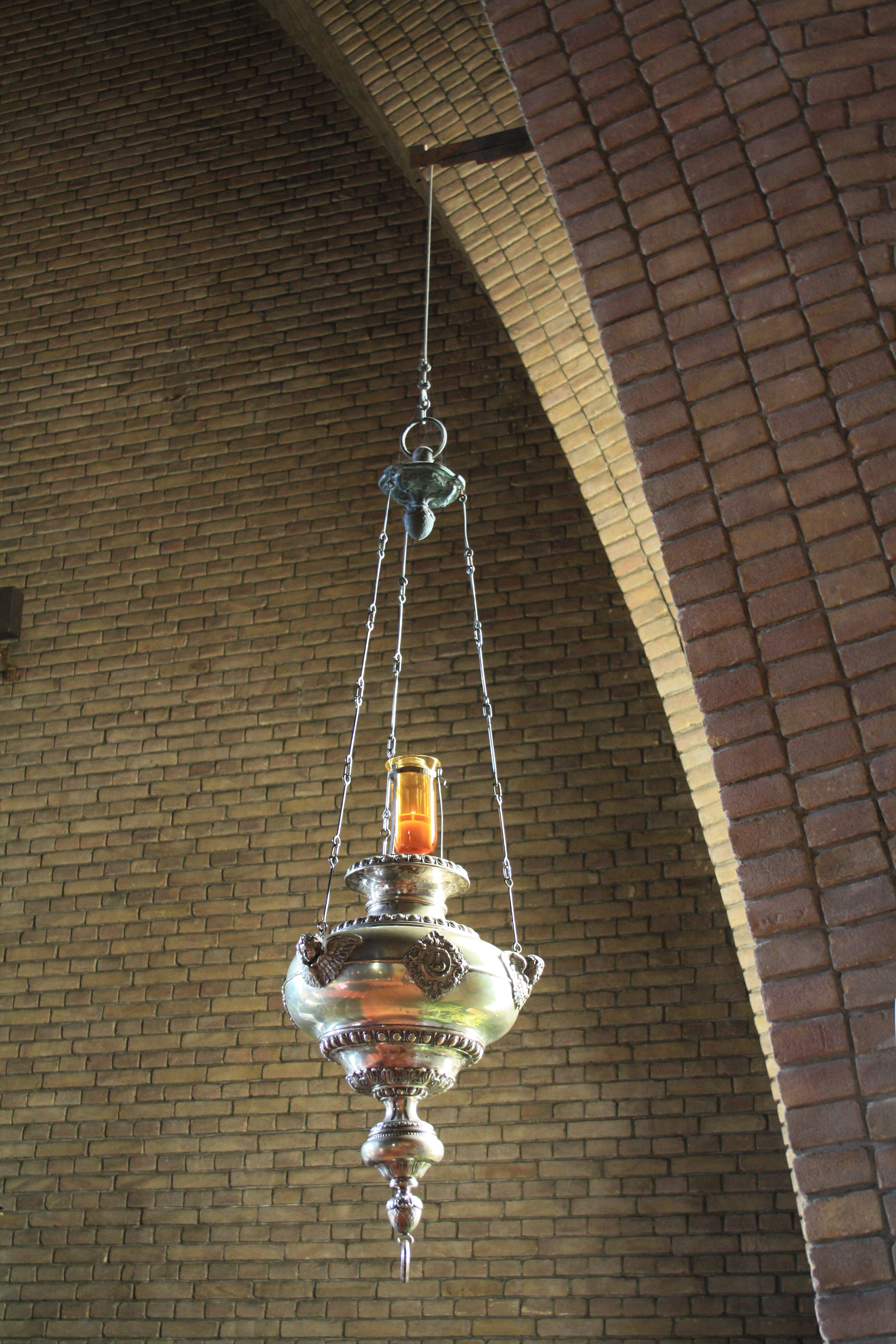
Godslamp, hangend aan drie kettingen (Sint-Martinuskerk Zwaag).

In katholieke kerken is de godslamp een olielampje in de buurt van het tabernakel dat blijft branden zolang het Heilig Sacrament in het tabernakel aanwezig is. De godslamp getuigt van Christus' Werkelijke Tegenwoordigheid. Vroeger was de godslamp altijd een hanglamp met drie kettingen. Dit is nog steeds het meest voorkomende model. Tegenwoordig zijn er echter ook godslampen die met een arm aan de muur bevestigd zijn. Soms zet men zelfs gewoon een rood glas met een olieampul op of vóór het betreffende tabernakel. Meestal hebben godslampen een rood glas, dit om de lamp duidelijk te onderscheiden van de 'gewone' kaarsen en lampen in de kerkruimte.
Witte Donderdag, Goede Vrijdag en Stille Zaterdag zijn dagen waarop het tabernakel leeg moet zijn. De deurtjes staan open en de godslamp is gedoofd; het Heilig Sacrament is immers niet aanwezig. In sommige kerken wordt tijdens de viering op deze dag de Heilige Communie uitgereikt. Daarvoor worden de Heilige Hosties uit de sacristie gehaald, waarbij een misdienaar een brandende kaars draagt als godslamp.

## Afbeeldingen

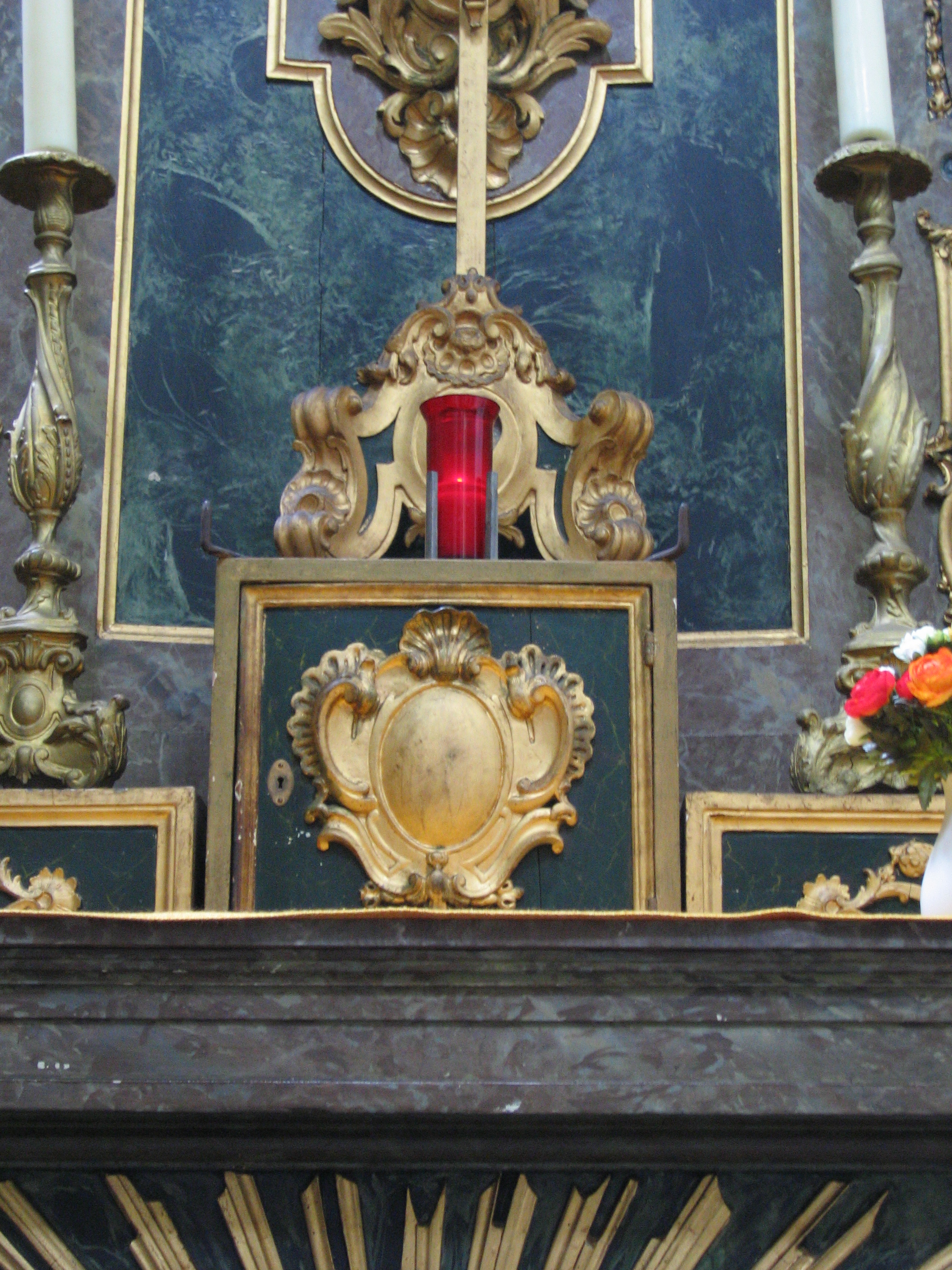
Tabernakel met godslamp abdijkerk Grimbergen)
Godslamp aan drie kettingen met bloemmotief en drie Cherubijnen, Museum Catharijneconvent